# Kineo CAM
Kineo Computer Aided Motion ("Kineo CAM") es una empresa situada en Toulouse, Francia, que fue otorgada el Premio Europeo ICT en 2007 en Hanóver, Alemania, por KineoWorks™, su tecnología de planificación automática de movimientos, de planificación de camino y de cálculo de trayectorias.
KineoWorks™ es un componente del núcleo de software dedicado a la planificación de trayectorias que permite el movimiento automático de cualquier sistema mecánico o artefacto virtual en un entorno 3D, de forma que garantiza la evitación de colisión y que respecta las limitaciones cinemáticas.
KCD™ es una biblioteca de software de detección de colisión de lo más avanzado, con una interfaz de programación de aplicaciones orientada a objetos. Está incluida en KineoWorks™ y también existe como una biblioteca independiente. Funciona con una arquitectura jerárquica de tipos de datos heterogéneos basada en un patrón de diseño y es especialmente adaptada a los modelos 3D grandes.
El mercado principal de Kineo CAM son la Gestión del Ciclo de Vida (PLM), los sistemas de Diseño y Fabricación Asistidos por Ordenador (CAD/CAM), la robótica y las máquinas de medida por coordenadas (CMM).

## Historia
Fundada en diciembre de 2000, Kineo CAM sacó provecho de una herencia de investigación de 15 anos por el Laboratorio de Análisis y de Arquitectura de Sistemas LAAS-CNRS.

## Premios
- 2000: Premio de la competición nacional de innovación del Ministerio Francés de Investigación y Tecnología.
- 2005: Kineo CAM recibe el Premio de la Innovación de IEEE/IFR por su Logro Excepcional en Comercialización de Tecnología Innovadora de Robot y de Automatización.
- 2006: Premio Daratech el título de Tecnología Emergente al DaratechSUMMIT2006 que fue otorgado también a ocho empresas Americanas innovadoras.
- 2007: Premio de Innovación ICT de la Comisión Europea y del Consejo Europeo de las Ciencias, Tecnologías e Ingeniería Aplicadas.
- 2007: Premio de Innovación Internacional del Consejo Regional de Midi-Pyrénées.